# Cultura abierta
La Cultura abierta es parte de un movimiento abierto más amplio que incluye el Código abierto, la Ciencia abierta y el Conocimiento abierto y abarca la cultura como patrimonio y como creatividad contemporánea.

## Introducción
El concepto de "abierto" ha servido para diferentes propósitos en diversos campos, desde el software a las comunicaciones académicas, pasando por la investigación y la educación, la ciencia y la cultura. En general, la noción de "abierto" en estos campos suele referirse a "hacer algo accesible" sin restricciones financieras, tecnológicas o legales que limiten su reutilización. El sector del patrimonio cultural carece actualmente de consenso en torno a una definición clara de Cultura abierta, pero existe un acuerdo general en que las instituciones del patrimonio cultural deben proporcionar un acceso lo más abierto posible a sus colecciones en el entorno digital. En concreto, un principio central de la Cultura abierta es que las reproducciones digitales de obras de dominio público deben estar disponibles de forma gratuita y sin restricciones. La Cultura abierta aprovecha las tecnologías digitales, la web, las licencias abiertas y el dominio público para proporcionar un acceso libre y abierto al patrimonio cultural y permitir su reutilización.
En general, la Cultura abierta puede entenderse como el intercambio en línea de material del patrimonio cultural digital con el menor número posible de restricciones de derechos de autor, aunque puede referirse también al patrimonio cultural no digitalizado.
GLAM es un acrónimo de Galerías, Bibliotecas, Archivos y Museos. Fue adoptado a principios de la década de 2010 por el movimiento Wikimedia para describir las actividades realizadas con instituciones de patrimonio cultural. Sin embargo, a medida que el trabajo de las comunidades ha evolucionado para incluir otras expresiones culturales y actividades de conocimiento fuera de las instituciones (como la campaña Wiki Loves Folklore, entre muchos otros ejemplos), es posible que el término no represente completamente el alcance del trabajo que las personas realizan actualmente. haciendo en torno al patrimonio y la cultura.

## Antecedentes
El artículo 27 de la Declaración Universal de los Derechos Humanos (1948) sostiene: "Toda persona tiene derecho a tomar parte libremente en la vida cultural de la comunidad, a gozar de las artes y a participar en el progreso científico y en los beneficios que de él resulten." 
"Una vieja tradición y una nueva tecnología convergen para hacer posible un bien público sin precedente. La vieja tradición es el deseo de los científicos y académicos por publicar los frutos de su investigación en revistas académicas sin tener que pagar por ello, tan solo por el gusto de indagar y por el conocimiento. La nueva tecnología es Internet. El bien público  que hacen posible es la distribución electrónica en la red de redes de literatura periódica revisada por pares completamente gratuita y sin restricciones de acceso por todos los científicos, académicos, maestros, estudiantes y otras mentes curiosas. Retirar las barreras de acceso a esta literatura acelerará la investigación, enriquecerá la educación, compartirá el aprendizaje de los ricos con los pobres y el de los pobres con el de los ricos, hará esta literatura tan útil como sea posible y sentará los cimientos para unir a la humanidad en una conversación intelectual común y búsqueda del conocimiento." 